# Luiz Otávio (político)
Luiz Otávio Oliveira Campos (Belém, 27 de maio de 1954) é um administrador, consultor, empresário e político brasileiro filiado ao Movimento Democrático Brasileiro (MDB). Foi vereador de Belém, e depois deputado estadual, senador, e por um breve período deputado federal pelo Pará. Como empresário atuou no setor de navegação marítima e fluvial.

## Biografia
Antes de tornar-se empresário, Luiz Otávio, que é formado em Administração, serviu o Exército, chegando a Comandante da 2.ª companhia de fuzileiros da selva, servindo em Marabá-Pará.
Como empresário foi Superintendente da Rodo Mar Ltda. por 15 anos, empresa de transportes com matriz no Pará, realizando o transporte de cargas, passageiros, veículos, contando com frota de cerca de 200 ônibus, 3 navios, 10 barcos, 40 balsas, 30 empurradores, 400 carretas, 50 cavalos mecânicos e possuindo filiais no Amazonas, Rondônia, Rio de Janeiro, São Paulo, Rio Grande do Sul, Ceará, Paraíba, Alagoas e Bahia. A Rodomar teve grandes contratos com empresas como: Albrás – transporte fluvial e rodoviário de carga e passageiros para a fábrica em Barcarena-Pará -, Correios – transporte de correspondência e malotes nos rios da Amazônia -, e Petrobras - transporte do equipamento para a perfuração de gás no Rio Urucu-Amazonas.[carece de fontes?]
Luiz Otávio foi também Presidente do Sindicato das Empresas de Navegação do Pará (Sindarpa) e Vice-presidente da Federação Nacional das Empresas de Navegação Marítima, Fluvial, Lacustre e de Tráfego Portuário (Fenavega).
Em 1990 Luiz Otávio teve uma rápida passagem, de menos de um ano, pela Secretaria dos Transportes do Governo do Pará, na gestão de Hélio Gueiros.
Em 1992 foi eleito, pela primeira vez na vida, a um cargo eletivo, vereador de Belém, sendo eleito presidente da casa logo no primeiro biênio. Em 1994 foi eleito deputado estadual, foi líder do Governo, vindo a ser eleito para a presidência da assembleia legislativa no segundo biênio de mandato, dando apoio ao então governador Almir Gabriel.
Em 2010, concorreu a deputado federal pelo Pará, conseguindo aproximadamente 36 mil votos e obtendo a primeira suplência[carece de fontes?]. Assumiu, como Suplente, o mandato de Deputado Federal, na Legislatura 2011-2015, de 3 de fevereiro de 2011 a 29 de agosto de 2011. Foi efetivado em 27 de março de 2014. Tentou a reeleição ao cargo em 2014, conseguindo aproximadamente 8 mil votos e não conseguindo a reeleição.
Em março de 2016 foi indicado pela então presidente Dilma Rousseff para diretor-geral da Agência Nacional de Transportes Aquaviários (Antaq).
Em 2022, concorreu a deputado federal por São Paulo, obtendo 512 votos e conseguindo uma suplência ao cargo.

### Senado
Em 1998, pela sigla do então PPB (atual PP), concorreu a senador da República sendo apoiado pelo então candidato a reeleição, governador Almir Gabriel (PSDB), com o slogan de O Senador do Governador. Luiz Otávio não liderava as pesquisas e nem era um político de destaque, porém foi eleito com 609.239 votos, equivalentes a 36%, 2% de vantagem sobre a candidata Ana Júlia Carepa, do PT, então vice-prefeita de Belém e dos 25% do ex-governador Hélio Gueiros, então pelo PFL (actual DEM).
No curso do mandato, largou a legenda do PPB e o grupo do PSDB do Pará, que o elegeu. Permaneceu por cerca de um ano sem partido, depois passando a integrar efetivamente o PMDB, quando tornou-se oficialmente membro da base aliada do governo Lula no Congresso Nacional.
Entre as proposições do senador estão a convocação de plebiscito sobre a transformação da região metropolitana da capital do estado Rio de Janeiro em território federal, convocação de plebiscito sobre a desestatização da hidrelétrica de Tucuruí, além de ter requerido vários votos de pesar a pessoas falecidas e representado o Brasil em missões internacionais, dentre elas estão: XVI Conferência Interparlamentar União Europeia-América Latina, em Bruxelas – Bélgica e o convite do Senado da França e da Assembleia da República de Portugal.
Também como senador, foi líder do partido no Senado e o 1.º e único paraense presidente da Comissão de Assuntos Econômicos (CAE). Durante seus mandatos, viabilizou mais de 800 milhões de reais em recursos para o Estado, junto aos governadores em exercício: Almir Gabriel e Simão Jatene, ambos do PSDB.
Em 2006 Luiz Otávio concorreu à reeleição para o Senado Federal, dessa vez sem o apoio do grupo do PSDB do Pará, mas sim do PMDB e do deputado federal Jader Barbalho, tendo o ex-senador Fernando de Castro Ribeiro como candidato a primeiro-suplente e Hamilton Bentes como candidato a segundo-suplente, além do apoio do candidato a governador José Priante (PMDB), realizando uma campanha focada na sua atuação no Senado, nos oitocentos milhões de verbas conseguidas para o estado, em haver conseguido uma partida das eliminatórias da copa em Belém, além de explorar no horário eleitoral gratuito diariamente e em comícios, o apoio paradoxal do presidente-candidato Lula, apoio esse compartilhado entre Luiz Otávio e Mário Cardoso (PT), também candidato a única vaga no senado. 
Obteve 449.447 votos, equivalente a 16%, mais que seu candidato a governador, resultando terceiro na colocação geral, perdendo sua vaga na câmara alta. Ficou atrás de Mário Couto (PSDB) com 1.456.587 votos (51,87%) e contra Mário Cardoso (PT) com 880.687 votos (31,36%).

## Condenação e absolvição
Em 2012, a Justiça Federal no Pará condenou o então ex-senador Luiz Otávio Campos a 12 anos de prisão por desvio de recursos públicos. Segundo investigações realizadas pelo Ministério Público Federal, Luiz Otávio e outros integrantes do Grupo Rodo Mar armaram um esquema para conseguir um empréstimo de 12 milhões de reais da Agência Especial de Financiamento Industrial (FINAME) para a construção de balsas, as quais nunca foram construídas, fraude essa realizada com a participação dos Estaleiros Bacia Amazônica SA (Ebal). O ex-senador foi condenado à pena de 12 anos de reclusão em regime fechado e pagamento de multa. Recorreu e acabou inocentado.

## Operação Lava Jato
No dia 16 de fevereiro de 2017, a Polícia Federal deflagrou uma nova fase da Operação Lava Jato a pedido da Procuradoria-Geral da República para cumprir mandados de busca e apreensão. Luiz Otávio Campos foi um dos alvos da operação, que foi batizada de Leviatã. Mas foi absolvido.
No dia 9 de Janeiro, a PF prendeu o ex-senador Luiz Otávio Campos (MDB), do Pará, numa investigação sobre suspeita de caixa 2 na campanha de 2014 do então candidato ao governo do estado, Helder Barbalho (MDB). Helder não é alvo de mandados na operação.

Segundo as investigações, Campos é suspeito de intermediar um repasse não contabilizado de R$ 1,5 milhão da Odebrecht para a campanha de Helder.